# Soliman (délégation)
Pour les articles homonymes, voir Soliman.
Soliman est une délégation tunisienne dépendant du gouvernorat de Nabeul.
| Hommes | Classe d’âge | Femmes |
| ------ | ------------ | ------ |
| 1 086  | 75 ou +      | 1 388  |
| 5 028  | 60-74 ans    | 4 684  |
| 6 742  | 45-59 ans    | 7 186  |
| 7 677  | 30-44 ans    | 8 172  |
| 7 290  | 15-29 ans    | 7 150  |
| 8 209  | 0-14 ans     | 7 608  |

La délégation couvre trois municipalités : Soliman, Chrifet Boucharray et Korbous.